# Prometea
Prometea (* 28. Mai 2003 in Cremona) ist ein weibliches Hauspferd und das erste geklonte Pferd der Welt.
Die Haflinger-Stute, die das Fohlen austrug, war auch Lieferant für das Erbmaterial. Es wurde aus ihrer Haut entnommen und mit einer entkernten Eizelle verschmolzen. 327 weitere Versuche des Forscherteams um Cesare Galli vom Laboratory of Reproductive Technology in Cremona schlugen fehl. Auch 517 weitere Versuche mit der DNA eines Araber-Hengstes waren erfolglos.
Das Klonen von Renn- und Sportpferden soll ermöglichen, das Erbgut von kastrierten Pferden an spätere Generationen weiterzugeben. 2005 wurde erstmals ein geklontes Rennpferd geboren. Das Erbmaterial stammt von Pieraz, einem Langstreckenrennpferd. Auch an herkömmlichen Pferderennen dürfen geklonte Pferde teilnehmen. Auch E.T., das Erfolgspferd des Springreiters Hugo Simon, wurde erfolgreich geklont. Das Hengstfohlen wurde 2006 geboren und soll in ein belgisches Zuchtbuch eingetragen werden.
Adolfo Cambiaso klonte 2009 sein Polopferd Aiken Cura und gewann 2016 zusammen mit dem Team von La Dolfina die Argentine Open auf sechs Klonen seiner Erfolgsstute Cuartetera.
Prometea brachte am 17. März 2008 ein Hengstfohlen namens Pegaso zur Welt.